# Hibiscus grewioides
Hibiscus grewioides är en malvaväxtart som beskrevs av Bak. f.. Hibiscus grewioides ingår i Hibiskussläktet som ingår i familjen malvaväxter. Inga underarter finns listade i Catalogue of Life.